# Johnny Weissmüller
Johnny Weissmuller (Freidorf, danas predgrađe Temišvara, 2. lipnja 1904. – Acapulco, 20. siječnja 1984.) je bio američki plivač, peterostruki olimpijski pobjednik. Nakon plivačke ostvario je i uspješnu karijeru filmskog glumca.
Rođen je kao Peter Johann Weißmüller u predgrađu današnjeg Temišvara, tada u Austro-Ugarskoj, danas Rumunjska, iako postoje indicije da je rođen u banatskom selu Međa[nedostaje izvor], danas u Srbiji. Ubrzo nakon njegovog rođenja obitelj je emigrirala u SAD, i tada je njegovo ime upisano u knjigu imigranata kao Johan. Već od ranih dječačkih dana najradije provodi dane plivajući na jezeru Michigan, u Chicagu gdje je živio.
Počeo se natjecati 1921. godine, te odmah izazvao pažnju pobjedama ali i poboljšanim stilom slobodnog plivanja, tzv. kraulom. Kako je kao mjesto rođenja u dokumentima naveo SAD, nije bilo prepreke da nastupa i za reprezentaciju.
Na Olimpijskim igrama u Parizu 1924. godine dominira s tri zlata, čemu je još pridodao broncu iz vaterpola. Četiri godine kasnije osvaja dva zlata na Igrama u Amsterdamu 1928. godine. U karijeri je oborio svjetski rekord nevjerojatnih 67 puta. Zanimljivo je da Weissmuller nije nikada izgubio službenu amatersku plivačku utrku, te je završio karijeru neporažen.
Godine 1965. primljen je u Kuću slavnih vodenih sportova.

## Filmska karijera
Weissmuller se nakon plivačke karijere kratko bavio promotivnim aktivnostima na plivačkim revijama i predstavama. No vrlo brzo je njegov potencijal primijećen u filmskoj industriji, te je postao profesionalni glumac. On je šesti glumac u povijesti filma kojem je dodijeljena uloga strip-junaka Tarzana, koju je tumačio u dvanaest tada vrlo uspješnih filmskih hitova. Njegova pojava, poznati urlik te uspješni filmovi su doveli do toga da se tog glumca i danas smatra najuspješnijim interpretatorom Tarzana.
Nakon Tarzana još je bio poznat i po ulozi 'Džima iz džungle', koju je također ponovio u više filmskih nastavaka.